# Носов, Иван Дмитриевич
Иван Дмитриевич Носов (1801, Яранск, Вятская губерния — 1883, Яранск, Вятская губерния) — крупный российский промышленник XIX в. Купец 1-й гильдии, один из наиболее видных уездных купцов Российской Империи, крупный домовладелец, филантроп, на средства которого в 1857 году была построена Троицкая церковь в Яранске — одно из последних сохранившихся до наших дней творений К. Тона (архитектора храма Христа Спасителя в Москве и Большого кремлёвского дворца)

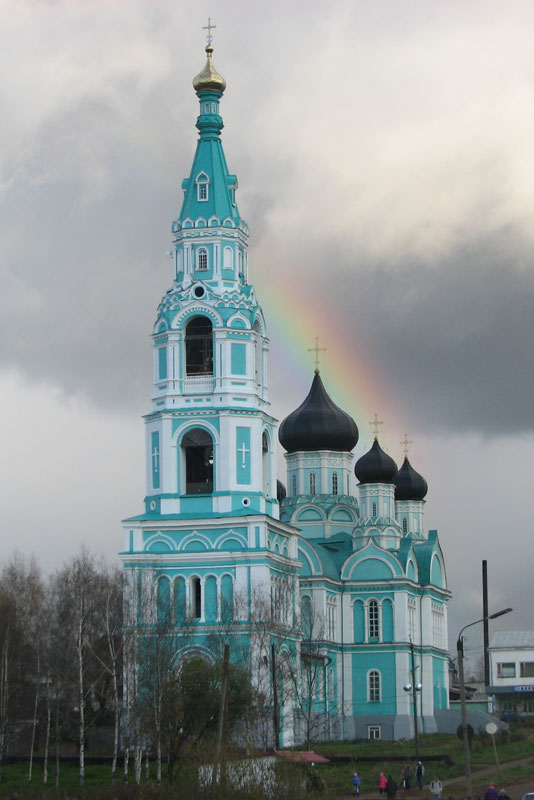
Троицкий собор с колокольней построенный на средства И. Д. Носова (одно из последних сохранившихся творений К. Тона (архитектора храма Христа Спасителя в Москве и Большого кремлёвского дворца)

## Биография

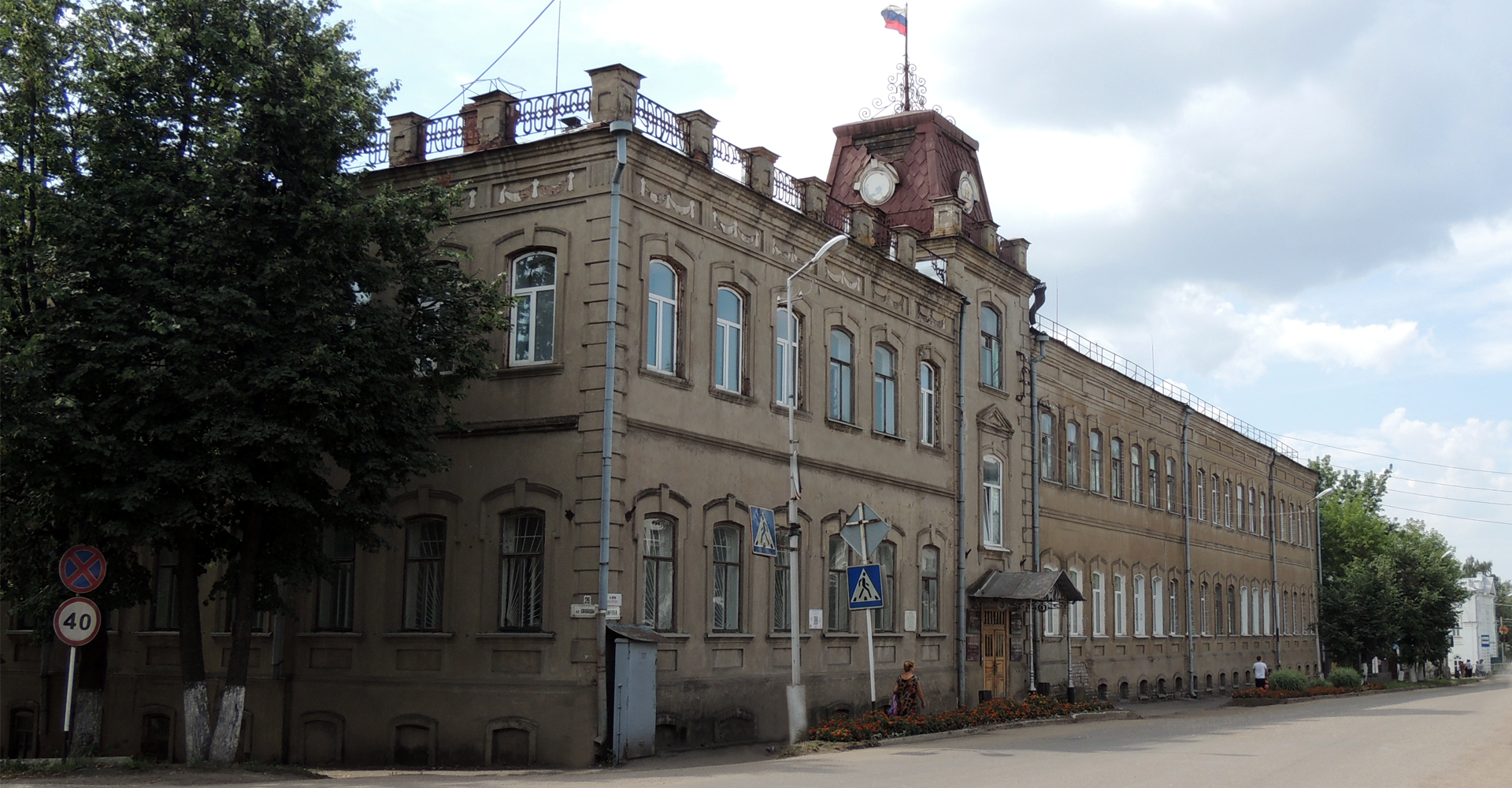
Дом купцов Носовых, памятник архитектуры регионального значения. Ныне в этом здании расположена Администрация Яранского р-на и г. Яранска Кировской области

Родился в 1801 г. в семье старообрядца, яранского купца 3-й гильдии Дмитрия Федоровича Носова (1780—1857), торговавшего хлебом в городах Вятской губернии. Развивая дело отца сын не только стал одним из крупнейших представителей торговли Вятской и Казанской губерний, но и основал несколько крупных фабрик по производству армейского холста, льна, продукция которых поставлялясь в том числе и в Англию. Торговые дома И. Д. Носова были открыты в Яранске, Казани, Вятке, Царевококшайске, Котельниче. 
Здание торговых рядов купца И. Д. Носова в Яранске сохранились до наших дней (сейчас это Дом народного творчества), Указом Президента Российской Федерации от 20.02.1995 г. № 176 «Об утверждении Перечня объектов исторического и культурного наследия федерального (общероссийского) значения» торговые ряды И. Д. Носова вошли в перечень объектов исторического и культурного наследия. В здании городской усадьбы купцов Носовых сегодня расположена Администрация Яранского р-на и г. Яранска.На берегу Камы, в селе Тихие горы Елабужского уезда Вятской губернии (ныне г. Менделеевск Республики Татарстан) И. Д. Носову принадлежала пристань, а также несколько торговых судов.
Участие в богоугодных делах Д. И. Носова не ограничивались границами Яранского уезда, так он взял на себя расходы по строительству колокольни Никольского собора, построенного в Бугульме с 1855 по 1866 г. Никольский собор был снесен большевиками в 1934 г.
Скончался от старости в 1883 г., захоронен на Вознесенском кладбище Яранска в семейном захоронении рода Носовых.

## Семья
В браке с Матреной Матвеевной Носовой, урождённой Сергеевой (март 1804 — 31 декабря 1878) родились:
- Носов, Яков Иванович (23 апреля 1835 — 1 октября 1890)
- Носов, Иван Иванович (???-???) — Городской голова Яранска в 1868—1883 гг.
  - Правнук: Мицкевич, Сергей Иванович (1869—1944) — соратник В. И. Ленина, директор Музея революции 1924-34
- Носов, Федор Иванович (???-???) — Городской голова Яранска в 1888—1889 гг.

Д. И. Носов находился в отдаленном родстве с купцом 1-й гильдии, предводителем московского купечества конца XIX в. Василием Дмитриевичем Носовым

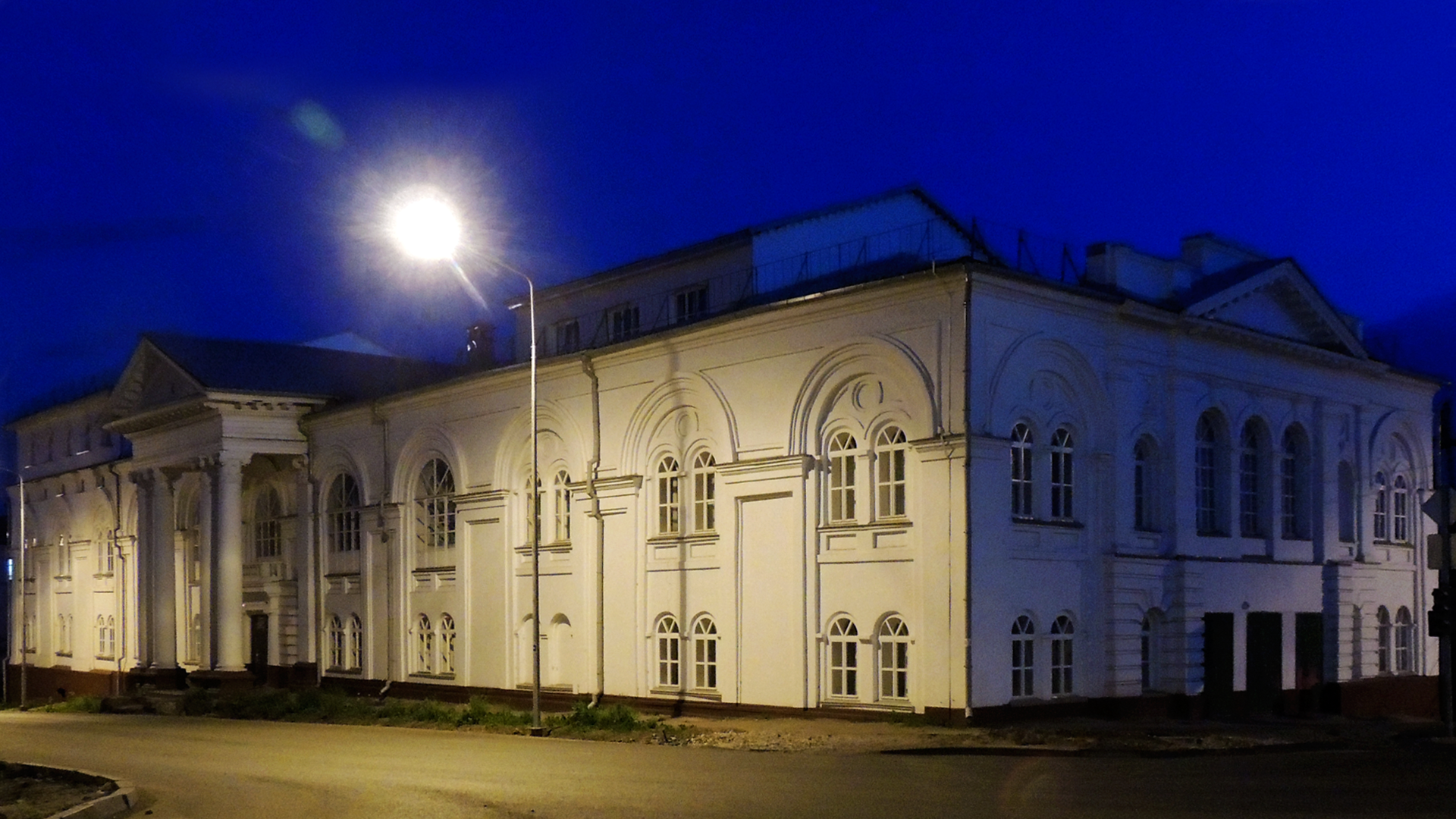
Торговые ряды купца 1-й гильдии И. Д. Носова, г. Яранск. Памятник историко-культурного значения федерального значения.

## Некрополь Носовых в Яранске

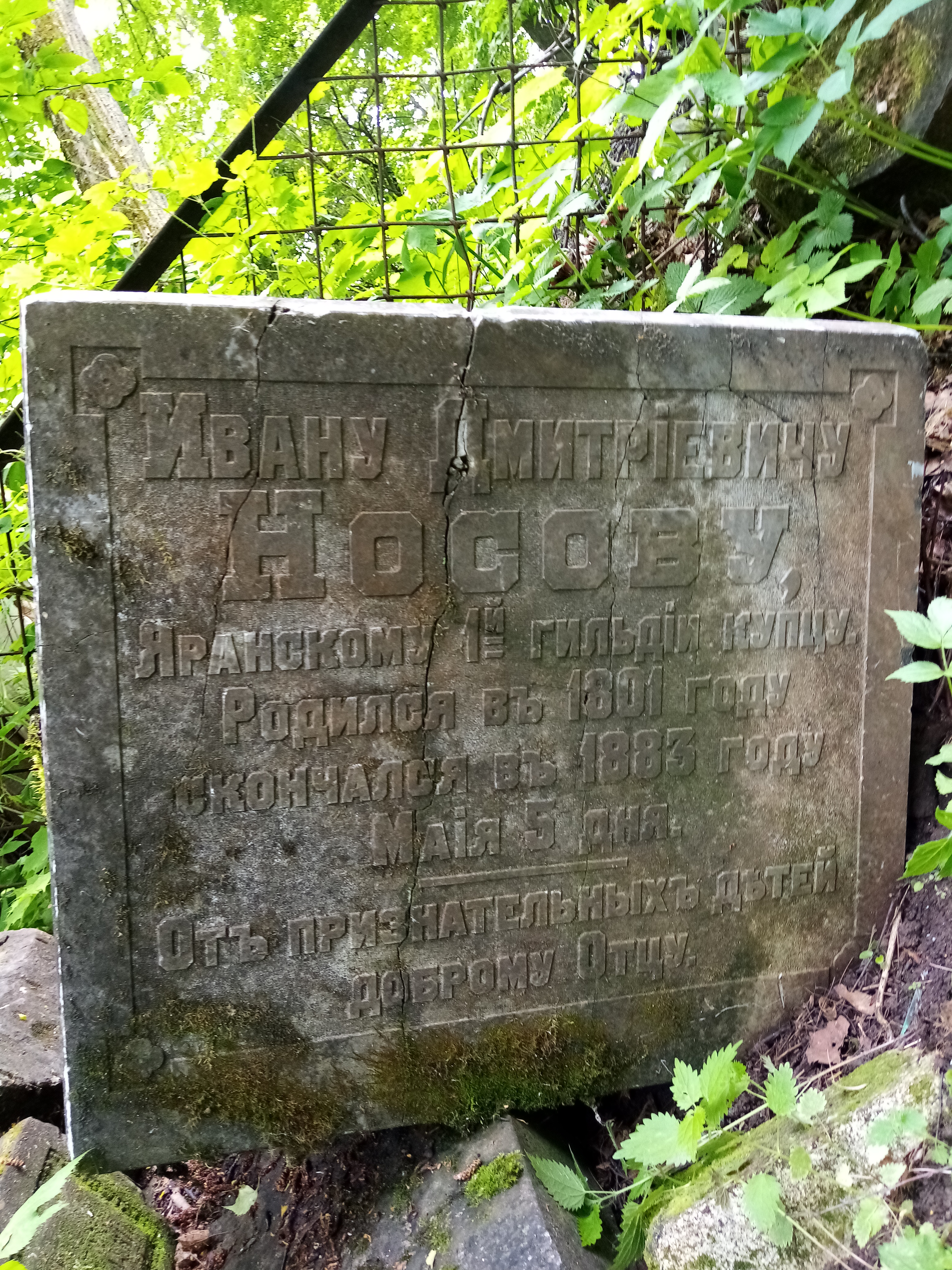
Иван Дмитриевич Носов (1801—1883)
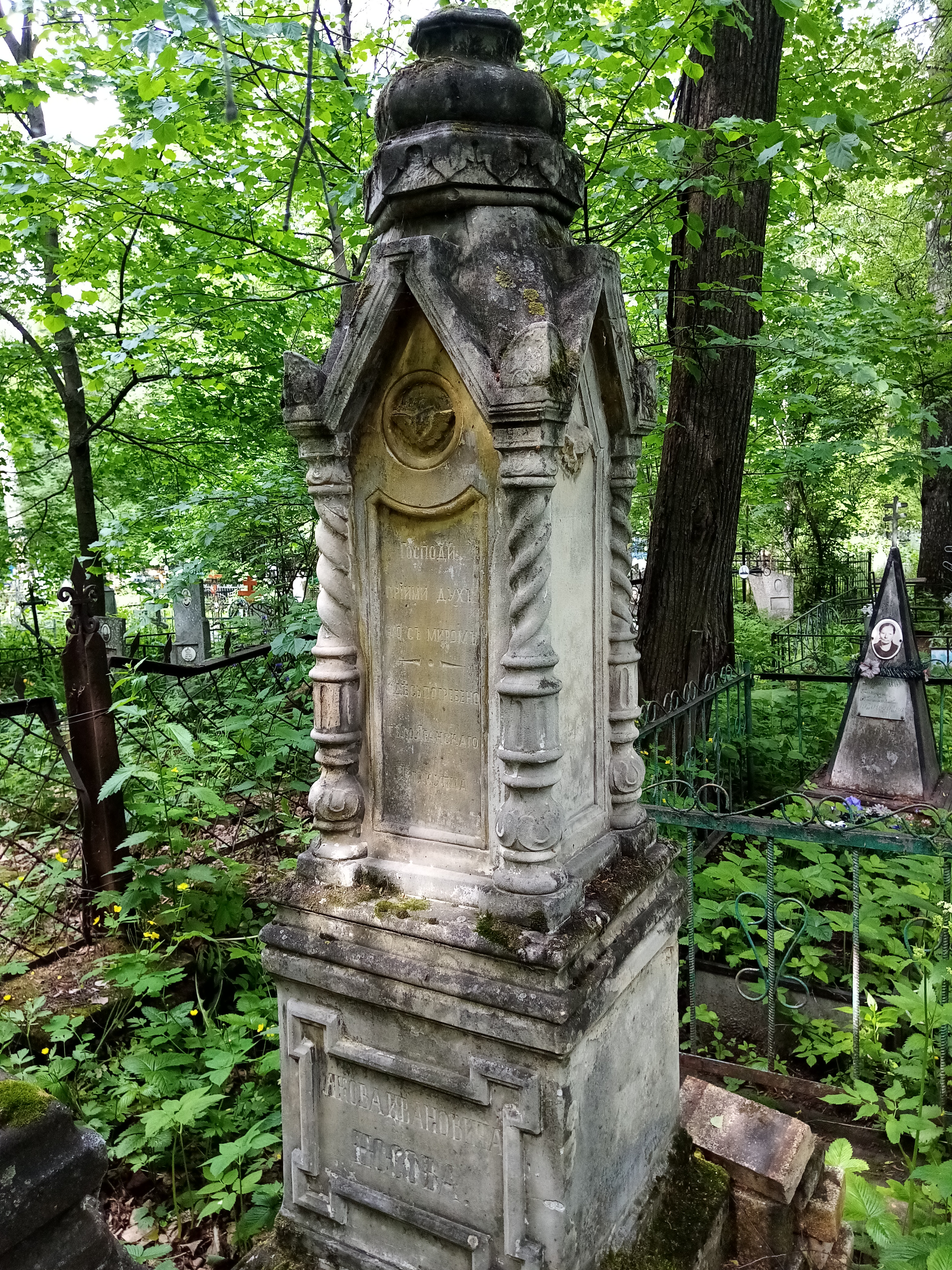
Яков Иванович Носов (1835—1890)
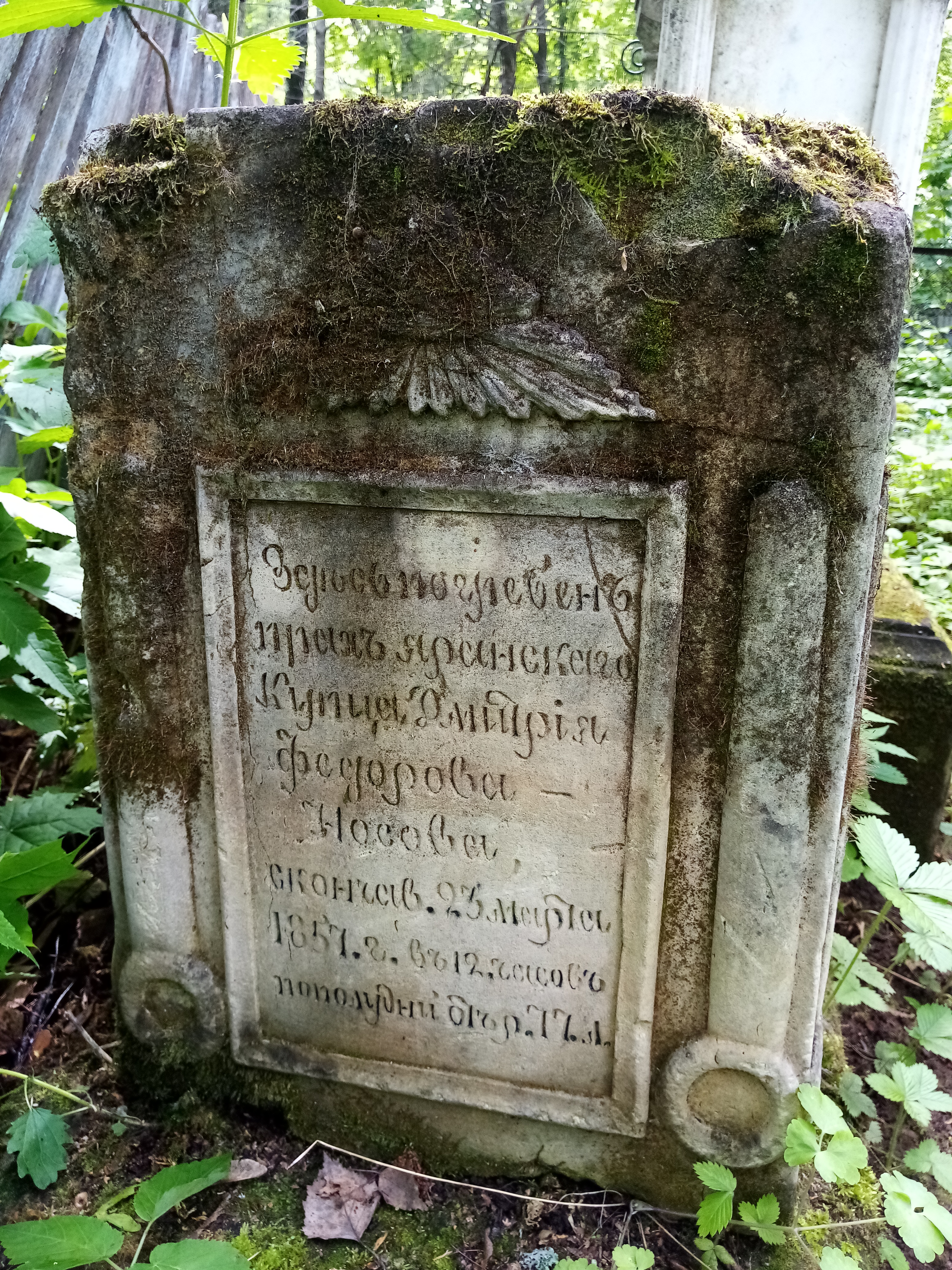
Дмитрий Фёдорович Носов (ум. 1857)
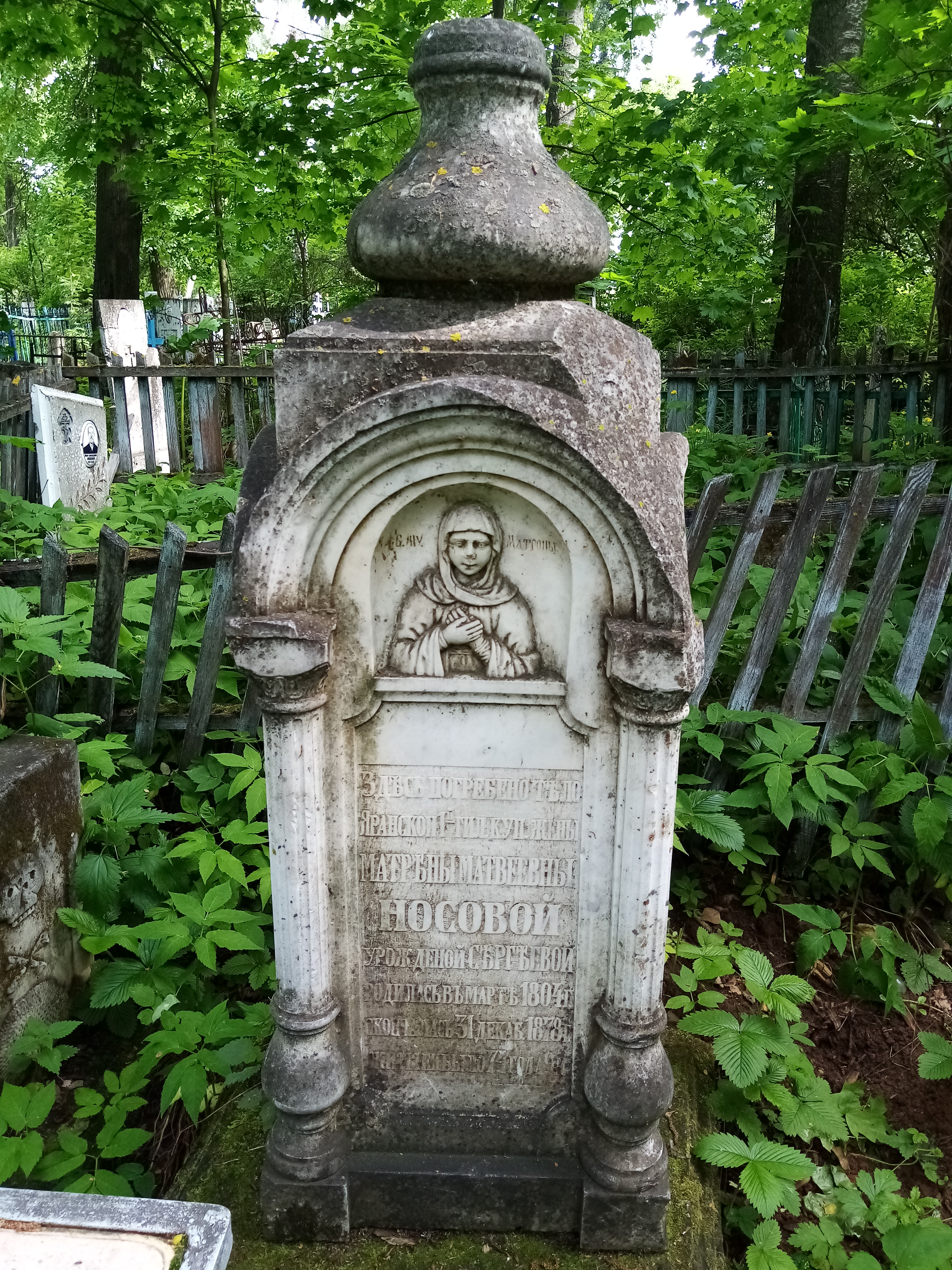
Матрёна Матвеевна Носова, ур. Сергеева (1804—1878)
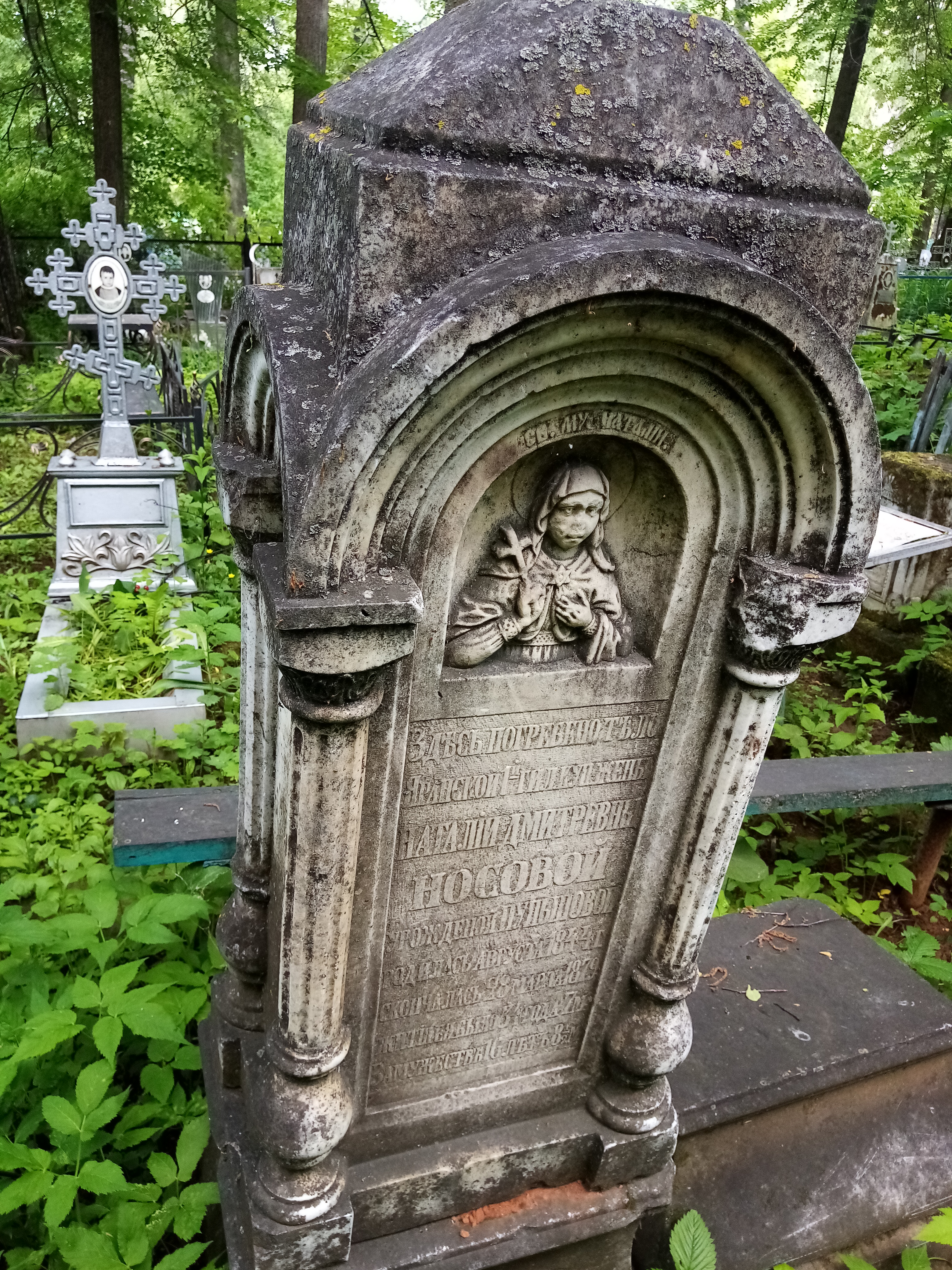
Наталия Дмитриевна Носова, ур. Пульшова (1844—1879)